# Fight Night
Fight Night é uma série de Video games desenvolvida e publicada pela Electronic Arts com o boxe como tema. 

## História
EA tem dois títulos de boxe na sua história: Cujo são
- Knockout Kings (1998-2003)
- Fight Night (2004-Presente)

## Jogos da série
| Título               | Lançamento | PS2 | Xbox | GCN | X360 | PS3 | PSP | iOS | Info |
| -------------------- | ---------- | --- | ---- | --- | ---- | --- | --- | --- | ---- |
| Fight Night 2004     | 2004       | Sim | Sim  | Não | Não  | Não | Não | Não |      |
| Fight Night Round 2  | 2005       | Sim | Sim  | Sim | Não  | Não | Não | Não |      |
| Fight Night Round 3  | 2006       | Sim | Sim  | Não | Sim  | Sim | Sim | Não |      |
| Fight Night Round 4  | 2009       | Não | Não  | Não | Sim  | Sim | Não | Não |      |
| Fight Night Champion | 2011       | Não | Não  | Não | Sim  | Sim | Não | Sim |      |